# 旺角東站
旺角東站（英語：Mong Kok East Station），前稱旺角車站、油蔴地火車站，是一個位於香港九龍油尖旺區旺角聯運街旁近九龍城區加多利山，屬於港鐵東鐵綫的鐵路車站，於1910年10月1日投入服務，並於1982年配合電氣化工程而完成重建，是香港最早啟用而仍然提供鐵路服務的三個車站之一。

## 車站構造

### 樓層
| M                              | 閣樓         | 職員專用區域、商店（快餐店） |   |  |
| C                              | 大堂         | 出入口、客務中心、商店、自助服務、免費Wi-Fi熱點、洗手間 |   |  |
| P                              | 港鐵旺角貨場 | 港鐵旺角貨場 |   |  |
| P                              | 月台         | \| \| \| 東鐵綫往羅湖及落馬洲（九龍塘） \| 1 \| \| \| 島式 · ↑開右邊车门 ↓開左邊车门 \| \| \| \| \| \| \| \| 東鐵綫往羅湖及落馬洲（九龍塘） \| 2 \| \| \| \| 3 \| 東鐵綫往金鐘（紅磡） \| \| \| \| 側式 · 開左邊车门 \| \| \| \| \| |   |  |
|                                |              | 東鐵綫往羅湖及落馬洲（九龍塘） | 1 |  |
| 島式 · ↑開右邊车门 ↓開左邊车门 |              | |   |  |
|                                |              | 東鐵綫往羅湖及落馬洲（九龍塘） | 2 |  |
|                                | 3            | 東鐵綫往金鐘（紅磡） |   |  |
| 側式 · 開左邊车门              |              | |   |  |

### 大堂
現時旺角東站大堂設有快餐店、便利店、麵包糕餅店、書店及個人護理店等。此外，站內亦有自動櫃員機、自動售賣機、自動照相機及電子儲物櫃等自助服務，而大堂近D出口的非付費區亦設有港鐵「會員服務站」。
- 車站大堂（2025年7月）
- 大堂，近C出口（2025年7月）

### 月台
旺角東站設有3個月台，當中1、2號月台共用同一座島式月台，主要供東鐵綫北行列車（往羅湖／落馬洲方向）之用；而3號月台則為側式月台，供東鐵綫南行列車（往金鐘方向）之用。
車站早在「油蔴地火車站」時期已建在同一山坡上，但隨著車站及周邊作過多次重建及改建，山坡已被建築物遮蓋，月台範圍更被混凝土圍封，故而容易讓月台內的乘客以為自己身處於地底，不過月台南端附近並未有混凝土圍封，乘客可以看到站外景色。而車站亦因處於半密封設計的環境，也未有安裝空調，通風不足長期受到詬病。
另外旺角東站月台較為狹窄，故可供乘客等候列車的空間較少；而月台的彎度亦較高，故此列車與月台之間的空隙較大，此為東鐵綫其中三個設有「空隙黑點」提示的車站之一（另外兩個為九龍塘站及大學站），而目前港铁已為该站月台加设月台閘門以及作為提醒乘客小心月台空隙之LED燈條。
另外，過往東鐵綫採用12卡車廂的列車行駛，故車站月台長度則可容納12卡車廂的列車停泊，而自東鐵綫於2022年5月全面採用9卡車廂列車行駛並且於2023年2月重新編配9卡車廂列車的月台停車位置後，不會作為上／下車的部分亦在後期加設月台玻璃欄杆。
- 1、2號月台（2025年7月）
- 3號月台（2025年4月）
- 月台閘門下方設有提醒乘客小心月台空隙之燈條（2025年2月）
- 已加設玻璃欄杆的月台已停用登車範圍（2023年6月）

### 出入口
在興建新世紀廣場前，車站A出口為前往亞皆老街的主要通道，當時只設有以黑色工字鐵建造的臨時樓梯連接平台至地面。但於1997年興建新世紀廣場時，新鴻基地產亦建造了連接B出口與亞皆老街的天橋，並拆除舊有的通道。工程完成後，往返車站及亞皆老街的市民須改用B出口，而A出口亦曾被長時間封閉。直至2012年11月港鐵重新開放該通道（通往旺角政府合署後巷），並於同年12月重新編號為A出口，其出入口指示為「政府合署停車場」。
|                                                 |                    | |      |
| 編號                                            | 指示               | 建議前往的目的地 | 圖片 |
| 出口 · A                                        | 旺角政府合署停車場 | 旺角政府合署停車場 |      |
| 出口 · B · 盲道标志                             | 旺角政府合署       | 旺角政府合署、美聯金融大廈、旺角中心、亞皆老街、周大福商業中心、拔萃男書院、拔萃男書院附屬小學、花園街市政大廈、神召第一小學、優才（楊殷有娣）書院、銀城廣場、雅蘭中心、逸豪酒店、香港遊樂場協會優才發展及交流中心/青蔥社企坊、荷李活商業中心、香港漢文師範同學會學校、壹零捌館、瓊華中心、九龍公共圖書館、廣華醫院、朗悅點、朗豪坊、麥花臣遊樂場、九龍維景酒店、旺角新之城、旺角城市中心、旺角電腦中心、洗衣街花園、銀高國際大廈、先達廣場、SKYPARK、仕德福酒店、THE FOREST、通菜街（女人街）、東華學院（京士柏校園）、東華學院（旺角校園）、染布房街 |      |
| 出口 · C · 盲道标志 · 升降机标志 · 扶手电梯标志 | 洗衣街             | 觀塘綫 荃灣綫太子站、 旺角站 Hotel 1936、聯合廣場、旺角東站公共運輸交匯處、弼街、花園街、港九潮州公會中學、旺角道遊樂場、始創中心、伊利沙伯中學、洗衣街、聖公會基榮小學、通菜街（金魚街） |      |
| 出口 · D · 同层                                 | 新世紀廣場         | 新世紀廣場、花墟道、太子道西、帝京酒店、園圃街雀鳥花園、中華基督教會協和小學 |      |
| 註： 設有 \| 設有 \| 設於同一層 \| 設有扶手電梯 |                    | |      |

### 車站藝術
|  | 《蝌蚪機群》 | 趙光暉 | 車站大堂 | 2010年12月 |

### 旺角貨場
在旺角東站1號月台旁曾經有一作為貨物分流的貨場，名為旺角貨場（英語：Mong Kok Freight Terminal），入口設於聯運街。後來因鐵路貨運服務萎縮而曾經空置，九廣鐵路公司遂以簽訂使用協議形式出租貨場，例如曾租予嘉士伯（香港）有限公司作為物流中心，亦曾引起質疑違反批地條款。兩鐵合併後，港鐵在大閘前的「旺角貨場」名稱前加上「港鐵」二字，貨場亦名嘉士伯（香港）物流中心（英語：Carlsberg (Hong Kong) Logistic Center）。現時嘉士伯（香港）已遷出，貨場交回港鐵營運，港鐵有意用作替代停泊因沙中綫工程而改建紅磡貨場的東鐵綫工程車。

## 接駁交通
現時旺角東站平台設有旺角東站公共運輸交匯處。而鄰近太子道西、旺角道及亞皆老街亦設有巴士及小巴站。此外，車站旁的新世紀廣場連接旺角行人天橋系統，經行人天橋系統連接旺角一帶。

### 與太子站及旺角站接駁
旺角東站與荃灣綫及觀塘綫的太子站及旺角站並非正式的轉車站。兩鐵合併前，曾在鄰近的新世紀廣場設地鐵特惠站，鼓勵乘客在本站出站，再前往旺角站或太子站轉乘地鐵，以減輕九龍塘站的負荷，惟該特惠站已隨兩鐵合併而於2008年取消。乘客若在兩站間轉乘，無論使用八達通還是單程車票，均會當作兩段車程處理，而使用單程車票需重新購買車票。市民可途經旺角行人天橋系統或經亞皆老街步行約10分鐘即可到達旺角站；而經弼街及西洋菜南街步行約8分鐘即可到達太子站。

## 歷史

### 命名、啟用及第一次更名
旺角東站最初稱油蔴地車站（英語：Yaumati Station），與現時旺角東站的位置相同，於1910年隨九廣鐵路（英段）通車啟用。由於車站與油麻地實際位置距離甚遠，為順應民意，九廣鐵路局在1969年1月1日起更改站名為旺角車站（英語：Mong Kok Station）。

### 重建
為配合九廣鐵路電氣化，旺角車站需要原址重建，並於原址以南的染布房街與太平道之間的位置設置以木材搭建的臨時月台，該臨時月台於1980年8月17日啟用。新車站原定在1982年5月3日局部開放啟用，但由於工程技術出現問題而延至翌日（1982年5月4日）啟用；至於車站的北面大堂則於同年9月21日啟用。

### 車站改善工程
九鐵曾於1989年在旺角車站進行改善工程，包括增建更多設施以供列車掉頭，以及在原有往羅湖方向的月台旁增建新月台（即現今1號月台）等。

### 翻新及擴建
為配合新世紀廣場落成，旺角車站曾於1997年進行過一次翻新及擴建工程，將整個大堂及月台翻新。

### 擴建計劃（已擱置）
在兩鐵合併前，九鐵2006年曾研究重建旺角車站，順帶擴建新世紀廣場等現有設施。當時九鐵預料重建後的車站將會位於現址南面，在太平道旁的一段畢直路軌重建車站，更接近旺角市中心及位於彌敦道的地鐵旺角站，但是計劃目前仍被擱置。

### 第二次更名
隨着兩鐵合併於2007年12月2日起實施，為免與位於彌敦道的旺角站產生混淆，故旺角車站更名為旺角東站，為唯一一個因兩鐵合併而須改名的港鐵車站，惟車站代號仍為「MKK」，並不是「MKE」，然而亦有不少市民依然沿用前俗稱「旺角火車站」或「火車站」。

### 車站翻新

#### 第一次翻新月台
兩鐵合併後，港鐵公司翻新東鐵綫各月台，以遮掩車站殘舊的觀感。工程包括重新為各車站配主題色，並加入花的代表，為月台橫樑及柱子翻上月台配色的油漆，貼上印有車站主題花的圖案、車站附近／主題建築物／街道、車站名書法字的牆紙，加設／更新直立站牌、路線圖、指示牌、告示等。而旺角東站配色為 暗綠色，主題花為蓮花，街景為女人街。
- 翻新後的月台（2017年3月）
- 已完成地板翻新工程的月台（2017年8月）

#### 翻新大堂
港鐵公司為了迎接東鐵綫（前稱九廣東鐵）營運百周年，決定為各個東鐵綫車站進行翻新工程，並且以融入大自然的設計及建築概念。而旺角東站的大堂翻新工程獲得優先進行，工程包括翻新大堂地板及牆身，當中大堂天花板採用特色環形通花吊飾設計，並且使用更多石材，改為木色綫條設計，又將名為《蝌蚪機群》的藝術品懸掛在天花板下，該藝術品的9條蝌蚪有如行駛中的東鐵綫列車般。與此同時，車站引入更多自然光，降低乘客對車站原有建築物料－金屬的感受；而二樓則改以藍色玻璃製作的天花波浪，讓乘客彷彿置身於海洋。此外，港鐵亦為車站大堂興建更多商店空間、部分售票機改為嵌入牆式、重置客務中心（包括降低櫃台以方便傷殘人士）以及加建洗手間等，以騰出更多的大堂空間；而B出口亦曾進行改建，整個工程於2012年1月末竣工。

#### 第二次翻新月台
2022年3－5月間，東鐵綫旺角東站－上水站因應過海段通車而進行第二次月台牆身翻新工程，而旺角東站於該年3月下旬已更換牆紙、牆壁翻漆及換上仍由區傑棠書寫的新一代站名書法字。

### 反修例風波
- 2019年11月10日，旺角東站遭到反修例示威的破壞，出入閘機、增值機、廣告燈箱及客務中心等也遭到破壞[35]。

- 旺角東站遭到破壞的售票機
- 旺角東站遭到破壞的售票機及增值機

## 外部連結
- 港鐵公司－旺角東站街道圖 （页面存档备份，存于）
- 港鐵公司－旺角東站位置圖 （页面存档备份，存于）
- 港鐵公司－旺角東站列車服務時間 （页面存档备份，存于）
- 香港鐵路大典上的相关条目：旺角東站